# Джуруквети
Джуруквети (груз. ჯურუყვეთი) — село в Грузии, на территории Ланчхутского муниципалитета края (мхаре) Гурия.

## География
Село находится в западной части Грузии, на расстоянии приблизительно 6 километров (по прямой) к западу от города Ланчхути, административного центра муниципалитета. Абсолютная высота — 16 метров над уровнем моря.

## Население
По результатам официальной переписи населения 2014 года, в Джуруквети проживало 711 человек (347 мужчин и 364 женщины). В национальной структуре населения грузины составляли 99,7 %, азербайджанцы — 0,15 %, греки — 0,15 %.
| Год  | Население, человек |
| ---- | ------------------ |
| 2002 | 1011               |
| 2014 | ↘ 711              |